# ژوزف دی سوزا دیاز
ژوزف دی سوزا دیاز (به پرتغالی: Josef de Souza Dias)، هافبک اهل برزیل است، که در شهر ریودو ژانیرو و در تاریخ ۱۱ فوریهٔ ۱۹۸۹ به دنیا آمده‌است.
ژوزف دی سوزا دیاز در تیم‌های فوتبال واسکو دوگاما سابقهٔ حضور دارد.